# Astragalus unijugus
Astragalus unijugus är en ärtväxtart som beskrevs av Aleksandr Andrejevitj Bunge. Astragalus unijugus ingår i släktet vedlar, och familjen ärtväxter. Inga underarter finns listade i Catalogue of Life.